# Ktová
Ktová település Csehországban, Semilyi járásban. Ktová Troskovice, Rovensko pod Troskami, Hrubá Skála és Újezd pod Troskami településekkel határos. Lakosainak száma 284 fő (2024. január 1.).

## Népesség
A település lakosságának változását az alábbi diagram mutatja:
| Lakosok száma | 459  | 429  | 403  | 309  | 216  | 186  | 201  | 195  | 204  | 284  |
|               | 1869 | 1900 | 1921 | 1961 | 1980 | 2011 | 2016 | 2019 | 2021 | 2024 |